# 布下温泉
布下温泉（ぬのしたおんせん）は、長野県東御市にある温泉。ここではきじま荘源泉、御牧乃湯、布引観音温泉についても述べる。

## 概要

### 布下温泉（きじま荘源泉）
千曲川のほとりにある温泉宿（別館あり）「きじま荘」で用いられている源泉。低張性ナトリウム塩化物泉とされ、皮膚病や五十肩に効能がある。日帰り入浴可能。
開湯時期などは不明。

### 布引温泉御牧乃湯
道の駅みまき内にある温泉施設「御牧乃湯」で用いられている。低張性ナトリウム塩化物泉であり、きじま荘源泉よりやや高温。
1983年に地元の個人が千曲川左岸に温泉を掘削、その温泉の権利の半分を北御牧村が買取り、村営浴場を建設、1987年12月21日に開業したものといわれるが、1989年にボーリングされたという資料もある。福祉風呂がある。
農産物直売所、cafe御牧苑、ゆうゆうアリーナ、温泉テニスコートを併設する。2019年の入館者数は118,857人。

### 布引観音温泉
布引観音の付近にある同名の温泉宿で用いられる。低張性ナトリウム塩化物泉。
1984年に布引山の麓、地下850mで温泉を掘り当てて開業。1991年に宿泊棟を新設して旅館としての営業を始めた。かけ流しを行い、日帰り入浴可能。

## 交通
- しなの鉄道線滋野駅から徒歩20～30分。